# 9138 Мердок
9138 Мердок (9138 Murdoch) — астероїд головного поясу, відкритий 29 вересня 1973 року.
Тіссеранів параметр щодо Юпітера — 3,676.